# 조르조 바사리
조르조 바사리(이탈리아어: Giorgio Vasari, 1511년 7월 30일~1574년 6월 27일)는 메디치가의 후원 아래 다양한 프레스코화를 제작한 이탈리아 르네상스 시대의 화가이며, 우피치궁 설계 등을 맡았던 건축가이다. 평생 왕성한 활동을 통하여 많은 작품을 남겼으나 정작 그의 이름이 후대에게 잘 알려지게 된것은 1550년에 그가 출간한 《미술가 열전》이라는 책 때문이다.
그는 이 책을 통하여 르네상스 시대에 활동하던 예술가들의 전기를 쓴 덕분에 미술사학자로 더 유명하다. 그의 저서는 세계 최초의 본격적인 미술사(史)로 르네상스 예술을 이야기할 때 결코 빼놓을 수 없는 중요한 자료라는 평가를 받고 있다. 이 때문에 바사리를 "미술사학의 아버지" 라고 평가하는 이들도 있다.

## 생애
1511년 토스카나 지방의 아레초에서 태어났다. 1524년 피렌체로 가서 안드레아델 사르토(피렌체파 화가. 초상화에 뛰어나다)의 문하에서 그림을 배웠고 미켈란젤로의 제자로서, 메디치가(피렌체의 지배자)의 원조를 받으면서 회화, 조각,건축에 종사한 예술가이다. 1529년 로마를 방문한 라파엘로와 그 밖의 르네상스 화가들의 작품을 공부하고 고대 로마의 유적을 소묘해 가면서 예술적 영감을 쌓아갔다.
당시 메디치가의 수장이었던 코시모 1세의 힘과 영광을 드러내기 위하여 무수한 프레스코화(르네상스와 바로크 시대에 많이 그려진 벽화)를 제작하였고 우피치 궁(우피치미술관) 설계 등의 대작들을 연달아 수행했다. 화가로서 바사리는 화려하고 지적이지만 독창성은 부족한 보수적인 미술가였다. 그러나 건축가로서는 간결하고 강건한 건축물을 만들어내었다.
코시모 1세가 권좌에서 물러나 사망한 몇 달 후 1574년 숨을 거두었다.

## 바사리의 '르네상스' 개념
Le Vite de' più eccellenti pittori, scultori, ed architettori(Lives of the Most Eminent Painters, Sculptors & Architects) (1550-1568)
바사리는 자신의 책 제 1부'서설'에서 고대의 재생을 논하며 당시의 시대를 규정짓기 위해 'Rinascimento'(Renaissance)라는 용어를 처음 사용한 것으로 알려졌다.
당시에는 현재 우리가 쓰는 '르네상스 시대'라는 역사적 개념이라기 보다는, '고대 그리스 문화가 재생하였다'라는 평면적 의미였다. 현대 우리가 쓰는 역사적인 의미는 스위스의 미술사학자인 부르크하르트가 《이탈리아 르네상스의 문화》에서 만들어 낸 개념이다.

## 미술가 열전

### 학술적 가치
바사리가 남긴 작품 중 가장 유명한 것은 'Le Vita De' Piu Eccellenti Architetti, Pittori, et scultori(Lives of the Most Eminent Painters, Sculptors & Architects)'라는 제목의 책이다. 통상 한국어로는 《미술가 열전》으로 번역한다. 이탈리아 르네상스 시대의 예술가 200여명이 남긴 삶과 작품에 대한 기록을 수록한 이 책은 르네상스 미술사에서 결코 빼놓을 수 없는 중요한 자료라고 할 수 있다. 1550년에 초판 출간되었으며, 개정 작업을 시작하여 이탈리아 전국을 일주하면서 취재와 자료를 보강하였고 1568년에 개정판이자 결정판을 내었다.
르네상스 미술가들에 대한 평전을 담고 있음으로 인해 후세의 미술사가들로부터 큰 찬사를 받고 있는 이 책은 세계 최초의 본격적인 미술사(史) 서적으로 평가 받고 있다. 또한 조르조 바사리는 이런 저술 활동으로 인하여 "미술사학의 아버지"라는 평가도 받고있다. 그리고 그가 자신의 이 저술을 통하여 후세에 남긴 간과할 수 없는 업적은 당시의 예술 기법을 세부적으로 분류하여 집대성한 '기법론'을 추가하였다는 점이다. 이는 르네상스 시대의 화가, 조각가, 건축가들의 기술적인 측면을 오늘날 파악하는데 있어서 결정적인 역할을 하고 있다.

### 기록 오류

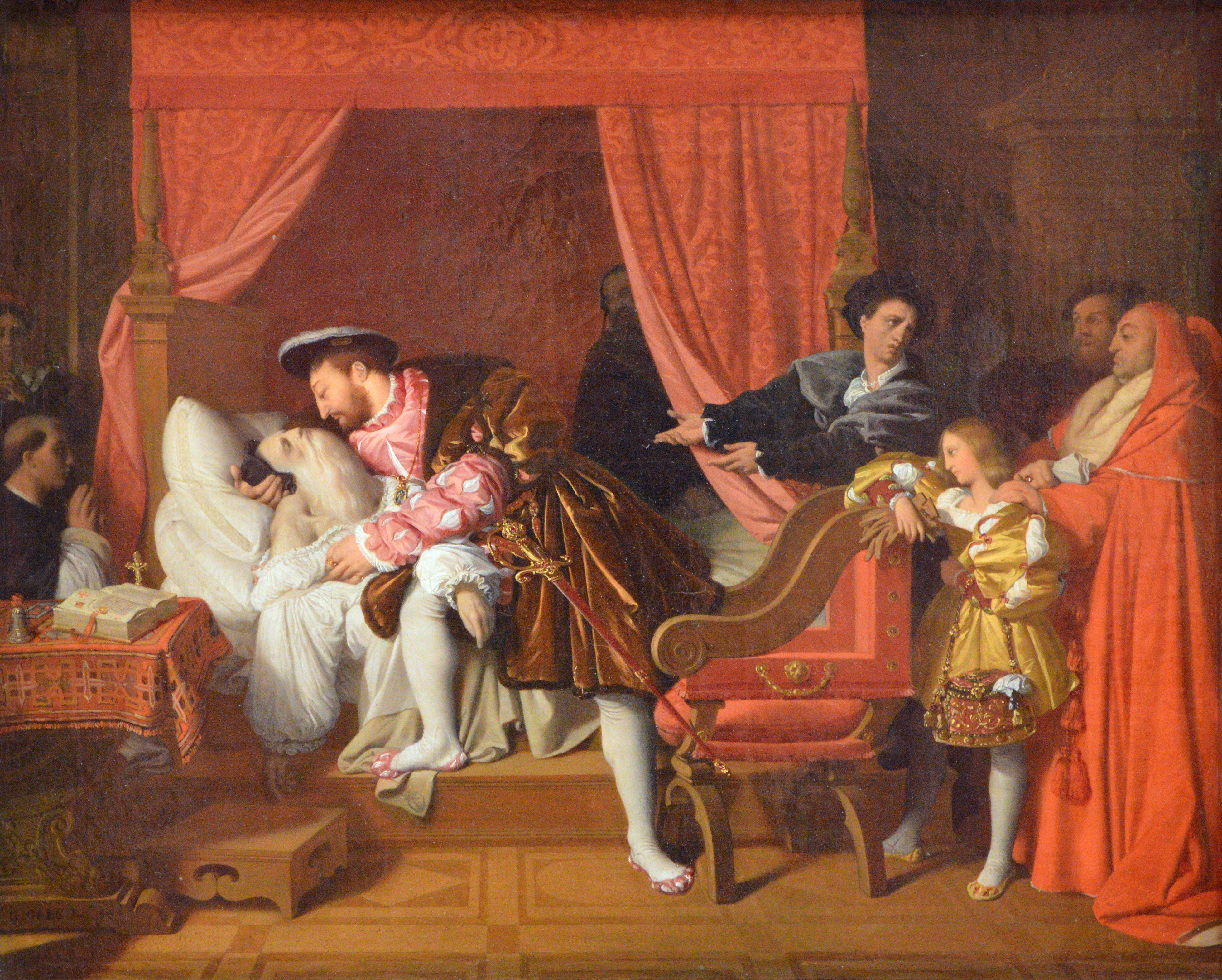
다빈치의 임종(1818년, 잉그레스 작품)

바사리의 기록에는 많은 오류가 존재한다. 대표적인 오류는 레오나르도 다빈치의 임종에 관련된 내용이다. 1516년 이후 말년에 3년동안 프랑스에서 계속 거주하며 활동하던 레오나르도 다빈치가 1519년 5월 2일 그의 나이 67세에 프랑스 클로 뤼세(Clos Lucé)에 있는 자신의 저택에서 사망했다. 바사리는 레오나르도 다빈치가 프랑수아 1세의 품 안에서 숨을 거뒀다고 적고 있다. 그러나 이는 사실이 아니며 프랑수아 1세는 다빈치 임종시 그 자리에 없었다.
또 다른 대표적인 오류는 모나리자에 대한 것이다. 바사리는 모나리자의 눈썹이 자연스럽고 아름답다 평가하였으나 실제로 잘 알려진 바와 같이 모나리자는 눈썹이 없는 것이 특징중 하나이다. 그의 실제 기록은 이렇다. "피부에서 솟아난 눈썹의 털은 여기는 뻣뻣하게 저기는 성기게, 또 모근에 따라 다르게 표현되어 있어 그 이상 자연적일수도 없을것 같다".
이는 마치 바사리가 직접 본것을 기록한듯 했지만 실제로는 모나리자라는 작품을 한번도 본적이 없다는 증거가 되고 있다. 레오나르도 다빈치가 미완성된 모나리자를 가지고 프랑스로 이주한 시기는 1516년으로 이때 바사리는 겨우 5살이었다. 또한 다빈치 사망후 프랑스 국왕 프랑수아 1세가 다빈치의 제자인 멜치로부터 4,000플로닌에 모나리자를 구입하여 퐁텐블로 왕궁에 개인 소장하고 있었다. 따라서 후대의 많은 연구자들은 바사리가 직접 모나리자를 볼 기회가 없었을것으로 추정하고 있다.
바사리의 저서에 많은 기록오류가 존재하는 이유는, 그가 각종 서류와 일화들, 구술 기록등을 꼼꼼히 조사했지만 사실 확인이 부족할 경우에는 망설이지 않고 그 부분을 가설로 채워넣었기 때문이다. 바사리는 실제로 르네상스 시대에 살았던 사람이며, 미켈란젤로의 친구이자 제자이기도 했다. 그는 책에 등장하는 여러 르네상스 시대의 예술가들과 직간접적으로 널리 교류했다. 그 덕택에 좀 더 생생하고 자세한 기록을 남길 수 있었다. 훗날 학자들의 연구에 의해 오류로 밝혀진 부분들도 적지 않지만, 그가 생존했던 시대의 상황과 혼자서 200 여명에 대한 평전을 집필했다는 사실을 염두에 두고 생각해 보면 그가 남긴 오류가 크게 눈에 뜨이지는 않는 것 같다.

### 국내 번역서 출간
'Le Vita De' Piu Eccellenti Architetti, Pittori, et scultori'는 여러나라에서 번역 출판되었으며 1986년에 '이탈리아 르네상스 미술가전'이라는 제목으로 국내에서 초역,출판된 바 있다. (이근배 역, 탐구당 간행). 이 완역본의 축약본을 2000년에 '이태리 르네상스의 미술가 평전'이라는 제목으로 한명 출판사에서 재간행하기도 했다. 탐구당본과 한명 출판사 본 모두 품절되어 헌책방에서만 구할 수 있었으나, 2019년 《르네상스 미술가 평전》이라는 제목으로 재출간되어 2020년 12월 현재 시중 대형서점 또는 온라인 서점에서 구입이 가능하다.

## 바사리의 작품
평생 매우 왕성한 작품 활동을 하였으며 바사리의 주요 작품은 아래와 같다. 또한 그의 수 많은 작품들은 피렌체의 두오모에 있는 산타 마리아 대성당, 베키오 궁, 바티칸, 바사리 회랑에서 감상할 수 있다.
- 《미술가 열전》(1550)
- 《성 베드로의 소명》(1555)
- 《성 베드로와 성 요한의 축복》(1557)
- 《성 스테파노의 순교》(1570~1572)